# Parachemmis hassleri
Parachemmis hassleri là một loài nhện trong họ Corinnidae.
Loài này thuộc chi Parachemmis. Parachemmis hassleri được Willis J. Gertsch miêu tả năm 1942.